# Rona (Grisons)
Pour les articles homonymes, voir Rona.
Rona est une localité et une ancienne commune suisse du canton des Grisons, située dans la région d'Albula.

## Histoire
Situé sur la route du col du Septimer, le village de Rona est composé des deux quartiers de Ruegnas (qui fera partie de la commune de Tinizong de 1851 à 1998) et Rieven, originellement situé sur la rive gauche de la Julia et qui fut reconstruit sur la rive droite à la suite d'inondations. Le village se développe dès le XIIIe siècle avec l'exploitation de minerai de l'Alp Plaz voisine. La commune de Rona est créée en 1851 et fusionne, le 1er janvier 1998, avec sa voisine de Tinizong pour former la commune de Tinizong-Rona (qui fusionnera à son tour le 1er janvier 2016 dans la nouvelle commune de Surses).